# Serixia siamensis
Serixia siamensis là một loài bọ cánh cứng trong họ Cerambycidae.